# Val Fitch

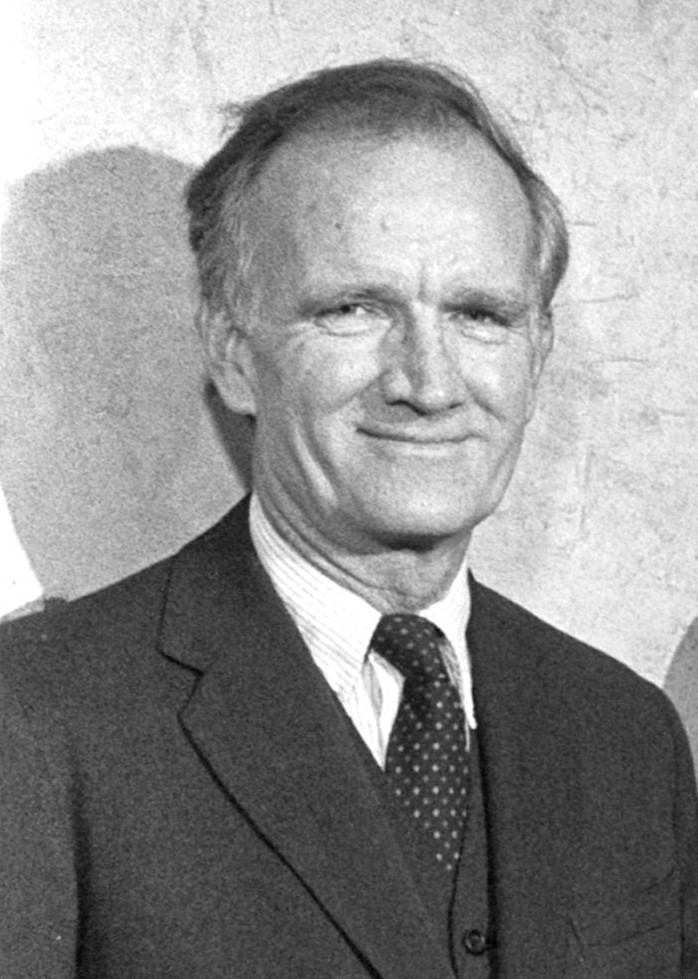
Val Fitch als Nobelpreisträger

Val Logsdon Fitch (* 10. März 1923 in Merriman, Nebraska; † 5. Februar 2015 in Princeton, New Jersey) war ein US-amerikanischer Elementarteilchenphysiker.
Fitch erhielt 1980 zusammen mit James Cronin den Physik-Nobelpreis „für die Entdeckung von Verletzungen fundamentaler Symmetrieprinzipien im Zerfall von neutralen K-Mesonen“, das heißt die Entdeckung der CP-Verletzung.

## Leben
Sein Vater hatte eine Rinderranch, musste diese aber nach einem Reitunfall aufgeben und ging ins nahegelegene Gordon, wo er in der Versicherungsbranche arbeitete. Im Zweiten Weltkrieg arbeitete Fitch (der gerade sein Studium begonnen hatte) am Manhattan Project in Los Alamos im Labor von Ernest Titterton (1916–1990). Er erhielt 1948 seinen Bachelor-Abschluss in Elektrotechnik an der McGill University und promovierte in Physik an der Columbia University im Jahre 1954 bei James Rainwater. In seiner Dissertation maß er die Gammastrahlung von myonischen Atomen.
Seit 1960 war er Professor an der Universität Princeton. Hier verlagerte sich sein Interesse auf K-Mesonen. Im Jahr 1964 führte Fitch mit James Cronin, René Turlay und James H. Christenson eine Reihe von Experimenten durch, bei der sie eine Verletzung der CP-Invarianz beim Zerfall von neutralen K-Mesonen entdeckten.
1960 wurde er Sloan Research Fellow. Er war seit 1966 Mitglied der National Academy of Sciences sowie der American Academy of Arts and Sciences. 1995 wurde er zum Mitglied der American Philosophical Society gewählt.
Er hatte zwei Söhne aus erster Ehe (seine Frau starb 1972) und heiratete 1976 erneut, wobei seine Frau drei Kinder mit in die Ehe brachte.

## Auszeichnungen
- 1968: Ernest-Orlando-Lawrence-Preis
- 1976: John Price Wetherill Medal
- 1980: Nobelpreis für Physik
- 1993: National Medal of Science